# Rudolf Dupkala
Rudolf Dupkala (* 27. srpna 1956 Žilina) je slovenský filozof a vysokoškolský pedagog, bývalý děkan Filozofické fakulty Prešovské univerzity v Prešově. Pedagogicky a výzkumně se orientuje na problematiku dějin slovenské, české a slovanské filosofie, filosofii kultury, filosofii civilizací, dějin sociálně-politických teorií, filosofie dějin (speciálně mesianismu), etiky a estetiky v jejich národních a evropském kontextu.

## Život a akademická kariéra
Je absolventem Gymnázia, Horní Val v Žilině.
- 1980 Magister (Mgr.), občianska náuka (filozofia) – Filozofická fakulta, UPJŠ v Prešove
- 1981 doktor filozofie (PhDr.) – Filozofická fakulta, UPJŠ v Prešove
- 1988 vedecká hodnosť (CSc.) – Filozofický ústav SAV v Bratislave
- 1996 habilitácia (doc.) – FHPV v Banskej Bystrici
- 2001 inaugurácia (prof.) – Filozofická fakulta PU v Prešove

Pravidelně působí jako řešitel vědeckých projektů slovenské vědecké grantové agentury, člen vědeckých rad akademických institucí, člen redakčních rad časopisů a sborníků apod. Zastával i několik akademických funkcí především na Filosofické fakultě Prešovské univerzity (vedoucí katedry, předseda AS, proděkan, děkan). Realizoval studijní pobyty na Lomonosovově univerzitě v Moskvě (r. 1984) a L'Université D'Ete v Paříži (r. 1993), Masarykově univerzitě v Brně (r.1998) a Uniwersytetu rzeszowski v Rzeszowě (2005).
Publikuje ve vědeckých monografiích, vysokoškolských učebnicích a vědeckých studiích ve filozofických, teologických a literárně-historických časopisech a sbornících doma i v zahraničí (Filozofia, Theologos, Ateizmus, Slavica Slovaca, Tvorba-T, Slovenské pohľady, Romboid, Slavie, Lelkilpasztor, Colloquia Communia, Dialogue and Universalism, Parerga, Doctrina atd.). Je autorem čtyř učebních textů, několika odborných studií a sedmi vědeckých monografií. Je spolueditorom prvního svazku antologie z děl profesorů prešovského evangelického sboru (1999) a editorem sborníků Prešovské ev. kolegium v kontextech evropského, historického a filozofického vývinu (1999), Fenomén mesianismu I. a II., Filozofické, teologické a literárně-historické reflexe (2000, 2001) a Fenomén slovanství I. (2004 a 2005). Je autorem knih a studií na téma filozofického odkazu štúrovců. Spolu s Vladimírem Leškem, Františkem Mihinom, Lubomírem Belásem, Olgou Sisákovou je spoluautorem knihy Dějiny filozofie, která se dočkala čtyř reedic.
Aktuálně se soustřeďuje na reformulaci a reinterpretaci koncepce axiologického pluralismu, který (ve verzi plurality kultur) zdůvodňuje jako alternativu k multikulturalismu.
V roce 2010 mu ruský Krasnodarskij Gosudarstvennyj chudožestvenmyj universitet udělil čestný doktorát, v roce 2015 mu byla udělena Cena města Prešov, v roce 2016 mu čestný doktorát udělila Wyższa Szkoła Menedzerska v Polsku.
V roku 2024 uviedol novú knihu Európa bez mýtov a od toho istého roku 2024 je čestným predsedom Kulturologicko-filozofického odboru Matice slovenskej.

## Publikace
- Európa bez mýtov : axiologická analýza a historiosofická interpretácia. Prešov : Vydavateľstvo PU, 2023[8]
- Ozveny Daimonia, 2022[9]
- Štúrovci a Hegel (spoluautor Lukáš Perný). 3. vyd. Prešov : Prešovská univerzita, 2021[10]
- Pohľady do dejín etického myslenia. 2. vyd. Prešov : Expres Print, 2020
- Úvod do filozofie dejín : príspevok k problematike historiosofie. 3. vyd. Prešov : Expres Print., 2019
- Fantóm imigrácie : konflikt alebo dialóg kultúr v kontextoch axiologického pluralizmu. 2. vyd., Prešov : Expres Print, 2018.[11][4]
- Next Europe in the context of immigration. Pardubice : Helios Pardubice, 2017[5]
- Fantóm imigrácie: konflikt alebo dialóg kultúr v kontextoch axiologického pluralizmu.1. vyd. Prešov : Expres Print, 2016
- Zamyslenia (nielen filozofické). II. Prešov : Expres Print , 2015
- Pohľady do dejín etického myslenia. Prešov: Vysoká škola medzinárodného podnikania ISM Slovakia, 2015
- Vybrané spoločensko-politické problémy migrácie vo svete a na Slovensku. Prešov : Vydavateľstvo Prešovskej univerzity, 2015
- Idea tolerancie I : jej východiská, dimenzie, limity a ich interdisciplinárne. Prešov : Filozofická fakulta Prešovskej univerzity, 2013
- Estetika, médiá, interpretácia - kulturologické reflexie (Eva Dolinská, Rudolf Dupkala, Mária Marinicová). Prešov : Vysoká škola medzinárodného podnikania ISM Slovakia, 2013
- Zamyslenia (nielen filozofické). I. Prešov : Expres Print, 2013
- Pohľady do dejín etického myslenia. 1. vyd. Prešov : Prešovská univerzita, Filozofická fakulta, 2011
- Wstep do filozofii dziejów : przyczynek do problematyki historiozofii. Warszawa : Heliodor, 2009
- Reflexie európskej filozofie na Slovensku. 2. vyd. Prešov : MPRESO, 2006
- Úvod do filozofie dejín : príspevok k problematike historiosofie. 2. vyd. Bardejov : Fotopress, 2005
- Recepcja filozofii europejskiej na Slowacji. Warszawa : Europejskie kolegium edukacji, 2008
- Fenomén slovanstva jeho filozofické, teologické, politologické a literárnohistorické reflexie na Slovensku. Prešov: Prešovská univerzita, 2004
- The Prešov School. Philosophy at the Evangelical College in Prešov, Prešov, 2004
- Reflexie európskej filozofie na Slovensku, 1. vyd. Michalovce : Media Group, 2001
- O mesjanizmie. Refleksje filozoficzne, Katowice, 2005
- O mesianizme. Filozofické reflexie, Prešov, 2003
- Štúrovci a Hegel. 2. vyd. Prešov : Manacon, 2000
- Prešovská škola (Filozofia na evanjelickom kolégiu v Prešove), Prešov : Manacon, 1999
- Úvod do filozofie dejín : príspevok k problematike historiosofie. 1. vyd. Bardejov : Fotopress, 1998
- Štúrovci a Hegel. 1. vyd. Prešov : Manacon, 1996
- Slovenská mytológia. Prešov : Metodické centrum, 1995
- Kultúra a náboženstvá najstarších civilizácií. Prešov : Metodické centrum, 1994
- Filozofia dejín. Prešov : Metodické centrum, 1993
- Česká a slovenská filozofia. Prešov : Metodické centrum, 1992
- Klerikalizmus a mariánsky kult. Bratislava : Vysoká škola ekonomická, 1989
- Cyrilometodovská tradícia v plánoch klerikalizmu (s M. Sidorom), Bratislava, 1985